# Casalini

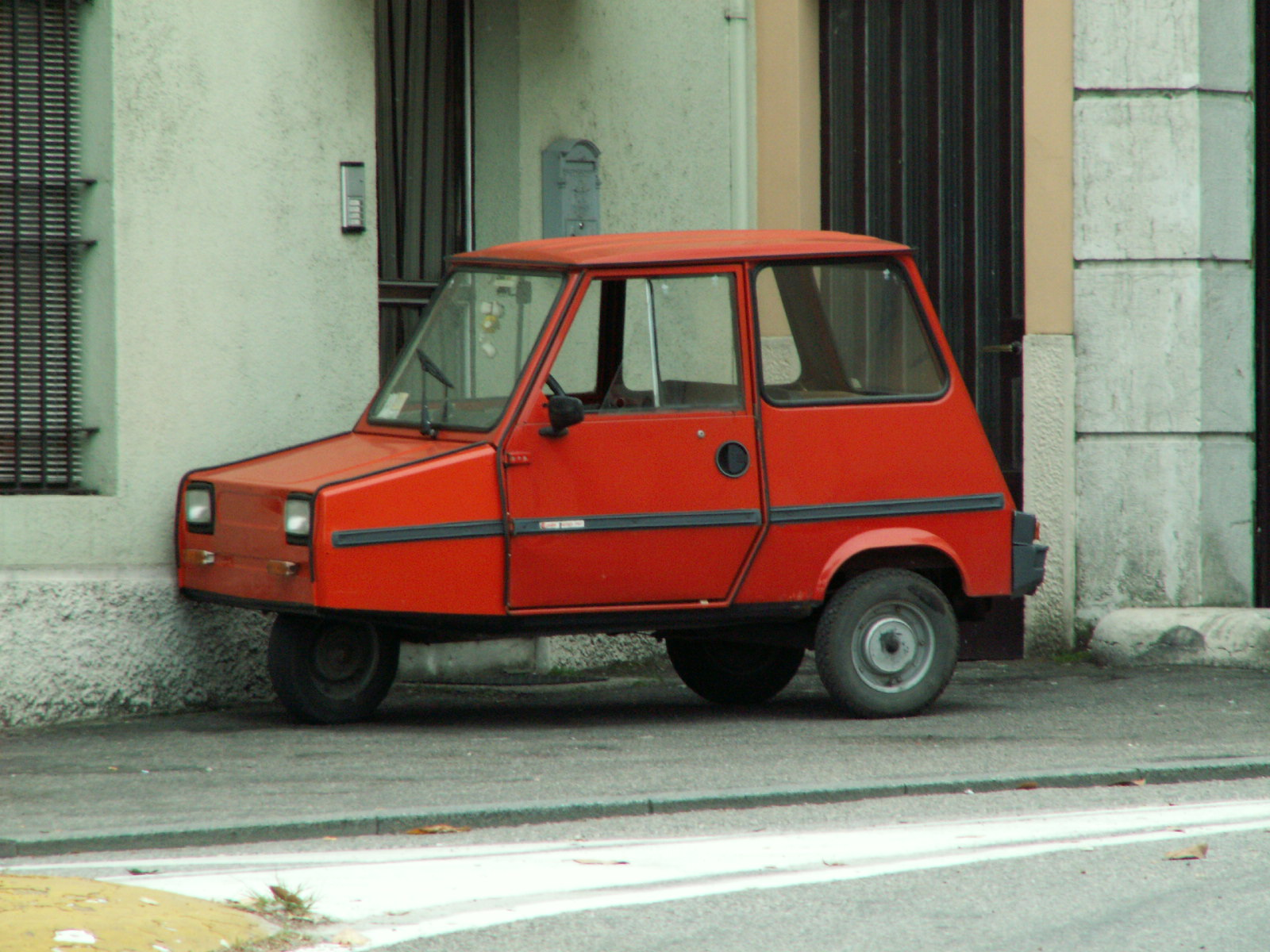
Casalini Sulky

Casalini is een Italiaans historisch merk van scooters, bromfietsen en motorfietsen.
De bedrijfsnaam was: Costruzioni Mecchaniche Casalini, later Giovanni Casalini, Piacenza.
Italiaanse fabriek die in 1958 begon met de fabricage van kleine scooters. Later maakte men ook bromfietsen, lichte motorfietsen en bestelvoertuigen.
Vanaf 1960 leverde men onder de merknaam David gemotoriseerde driewielige transportmotorfietsen. Deze hadden een door een ketting aangedreven bestuurbaar voorwiel. Dit voorwiel had zowel een schroef- al een bladveer en de achteras had torsievering. De eerste scooter die Casalini maakte heette ook al David.